# Гојко Влајић
Гојко Влајић (Јасика, 1816 — Крушевац, 2. август 1879) био је лекар и трговац.

## Биографија
Гојко Влајић је син Симе Влајића из Пасјака.
Отац га је одвео у село Сиатисти код Јањине где је учио медицину од калиојотра. У Јањини се оженио петнаестогошњом Јеленом коју је касније довео у Крушевац. У Крушевцу је радио као лекар и трговац.
После боја са Турцима лечио је Јована Обреновића коме је наместио пребијену лопатицу. Међутим када је Јована приликом промене времена болела лопатица он је везао Гојка за ноге и наглавачке обесио, да упамти свој „рђаво“ урађен посао.
У последњим годинама свог живота радио је у свом дућану и неколико година био одборник у крушевачкој Скупштини.

## Спомен обележјеЦвет камилице
Радња Гојка Влајића била је до апотеке Драгослава, Душана и Браниславе Кедровић. Радња и апотека срушене су 1961. године. На том месту је 1968. године, за стогодишњицу апотекарства у Крушевцу подигнуто спомен обележје у облику цвета камилице да сачува од заборава ова два срушена споменика Крушевца. Ово спомен обележје је касније уклоњено